# フルーツスープ

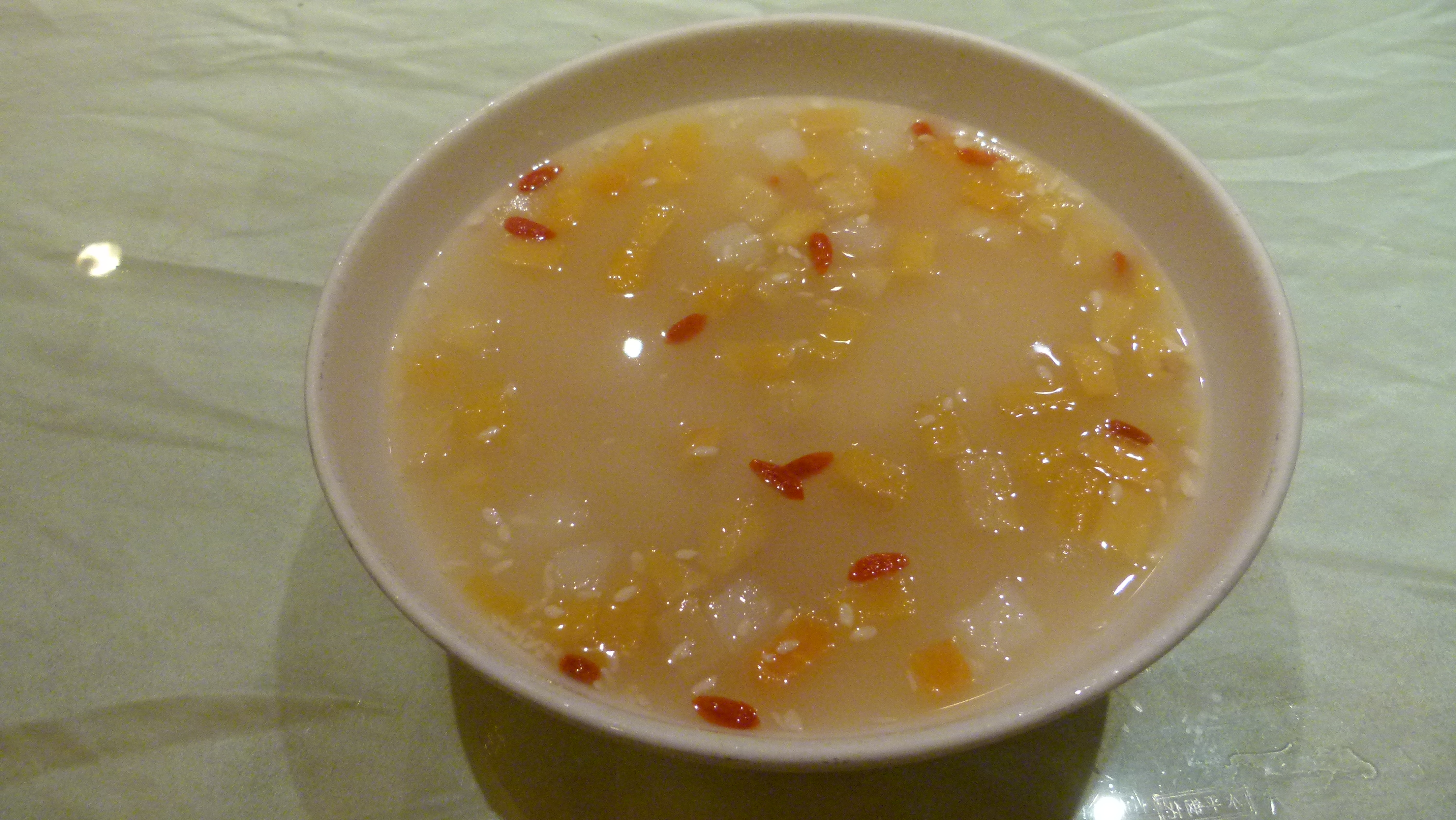
中国のフルーツスープ

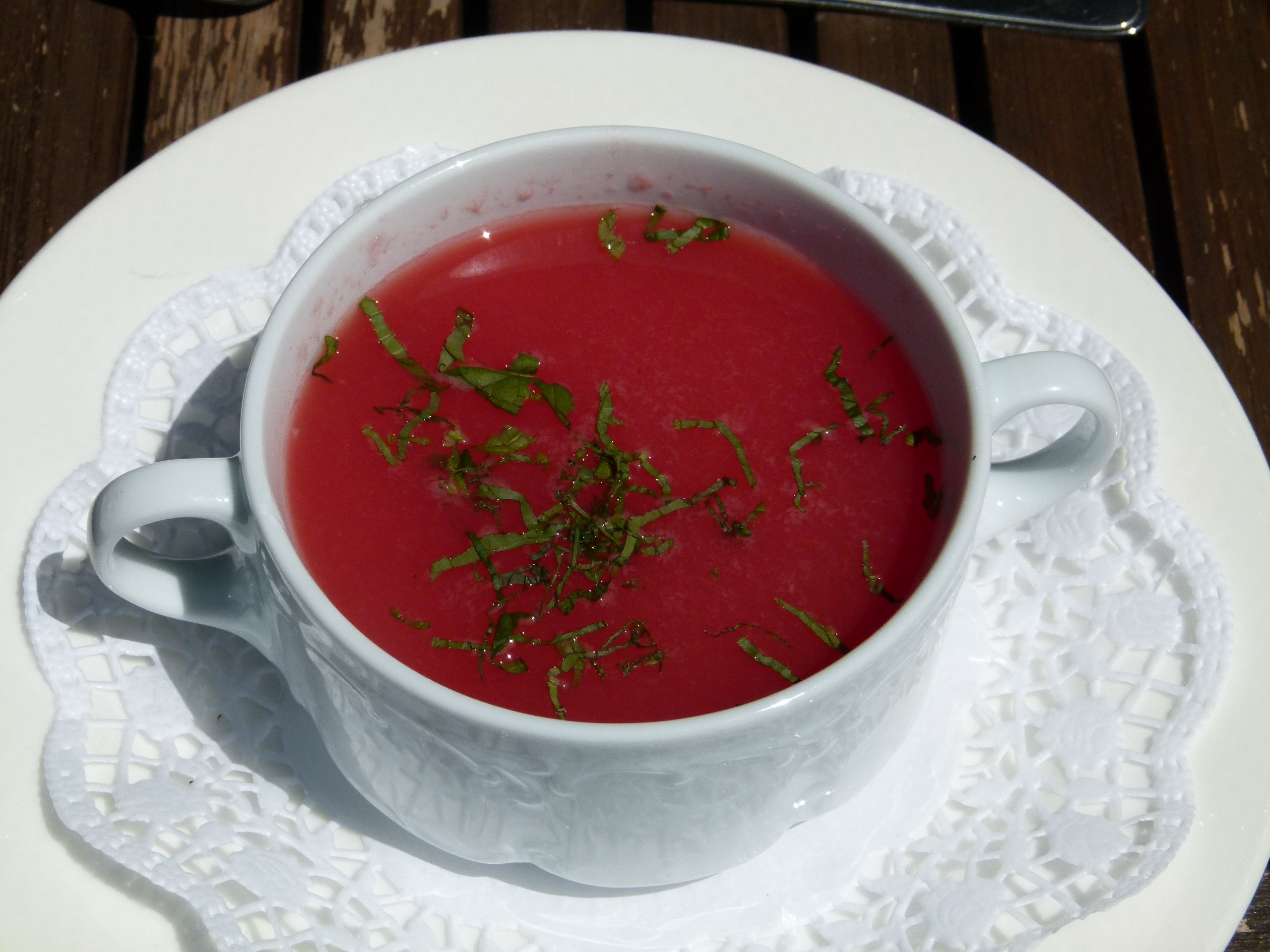
スイカのスープ

フルーツスープとは、果物を主な材料として用いたスープの総称であり、デザートとして扱われる場合もある。
冷製のフルーツスープは暑いときに飲むことが多い。
その一方で、ノルウェーのフルーツスープ（fruktsuppe）は気候に関係なく飲まれており、いつでも用意できるレーズンや干しプルーンなどのドライフルーツが材料として用いられる。 
材料にはキルシュヴァッサーなどの酒類や、牛乳などの乳製品、塩や甘味料で味付けしたダンプリング、スパイスなどが用いられる。

## 種類
ブローベルスソッパはスウェーデンで親しまれているフルーツスープであり、ブルーベリー やリンゴンベリーなどのベリー類に砂糖と水を加えて煮た後に冷まして作られる。

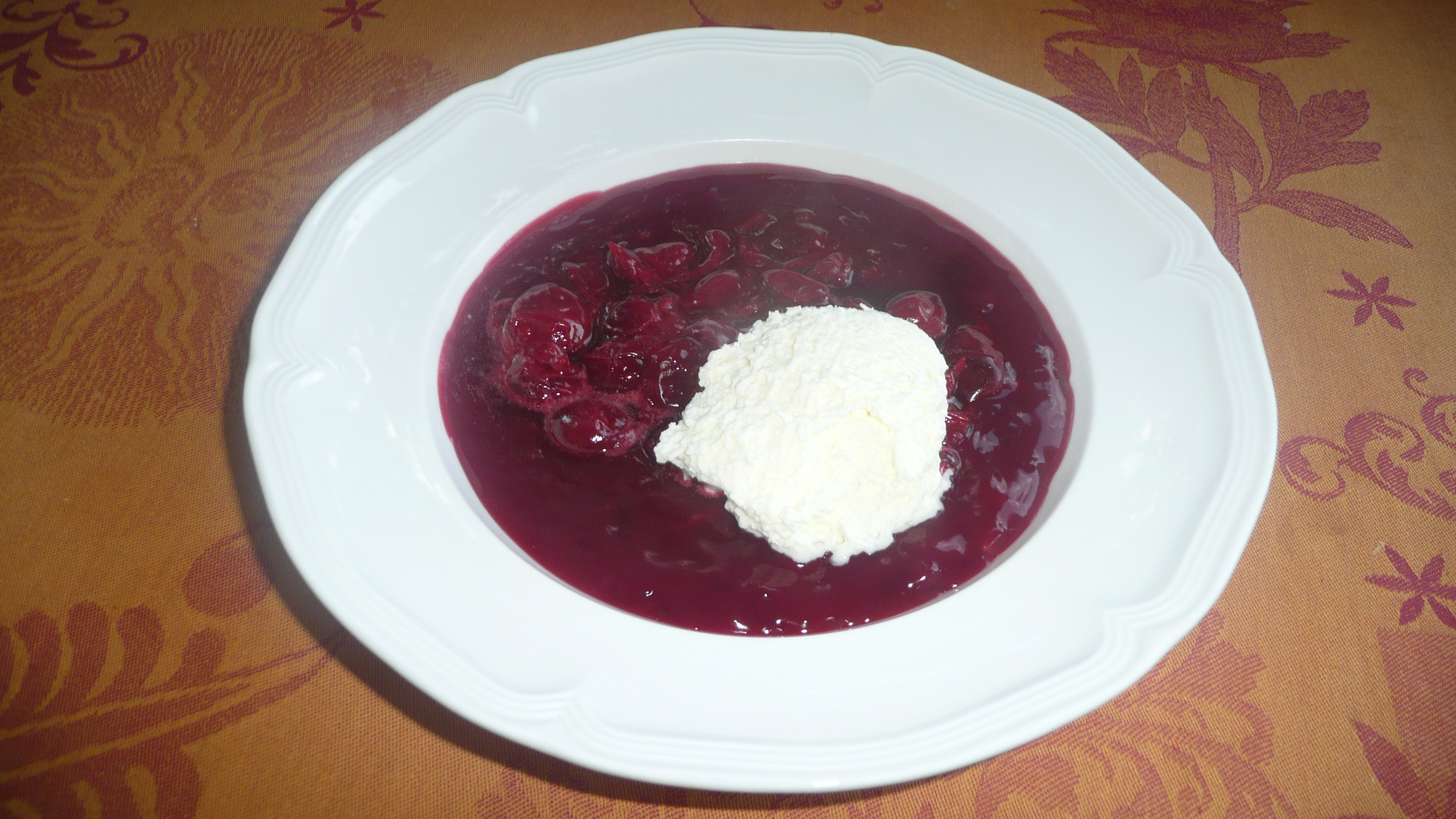
スミミザクラを原料としたヒデグ・メッジレヴェシュはハンガリーをはじめとするヨーロッパの国々にて親しまれている。

アボカドスープは、温製または冷製のフルーツスープである。
ココヤシの実やココナッツミルクを材料にしたものは、ココナッツスープと呼ばれており、一部の地域におけるラクサなどが該当する。
生のスミミザクラに砂糖とサワークリームを加えた冷製スープであるヒデグ・メッジレヴェシュは、ハンガリーで誕生して以来、ヨーロッパの国々で夏の料理として親しまれている。ワイン（またはポートワイン）が加えられるときもある。
また、キセリなどの一部のフルーツスープでは、とろみをつけるために片栗粉などが加えられることもある。

## 分布

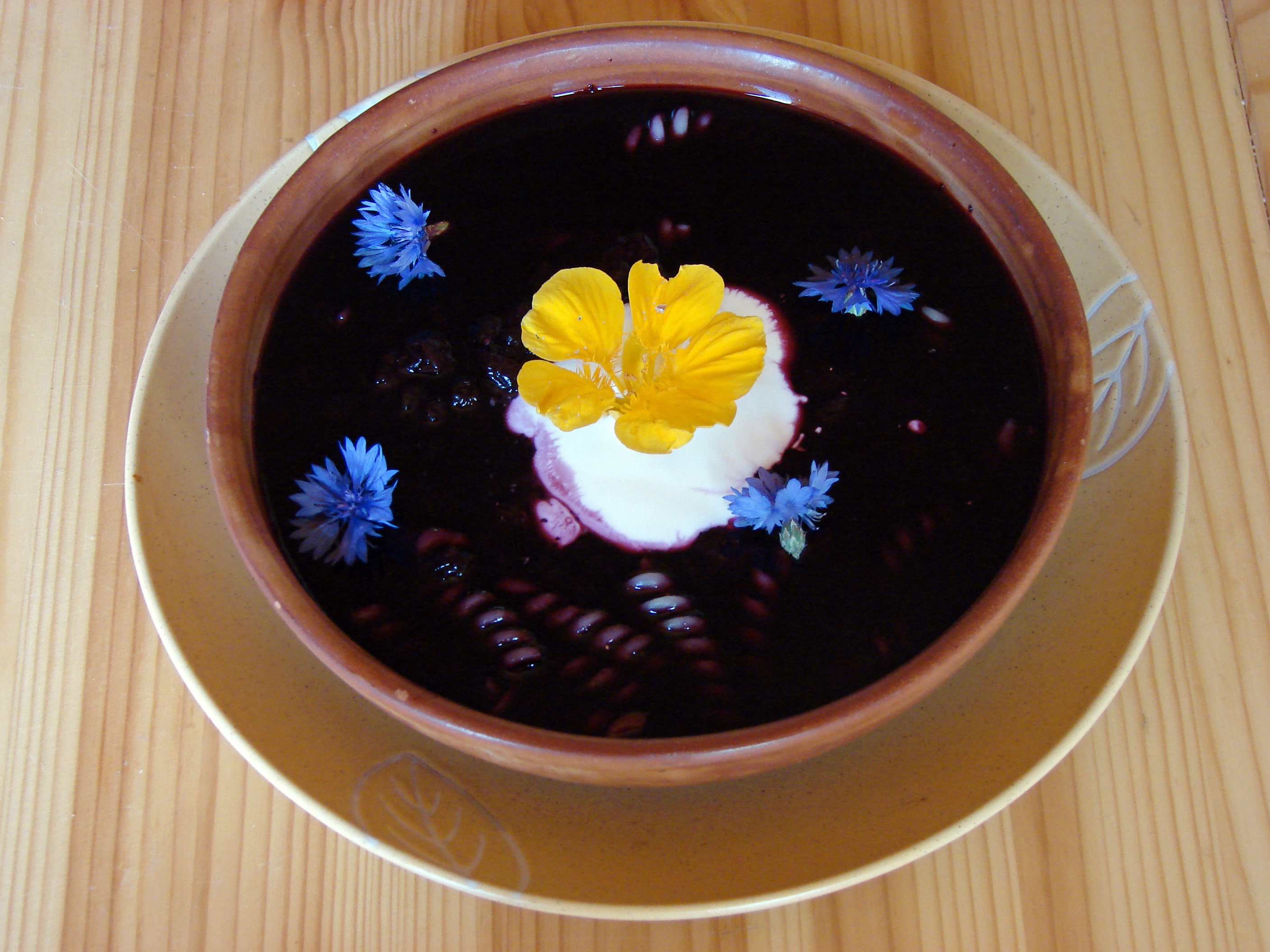
ブルーベリーのスープ

冷製・温製のフルーツスープはスカンジナビア半島やバルト三国をはじめとする北欧
、東ヨーロッパ、中央ヨーロッパ で親しまれている。特にスカンジナビア半島では伝統的にフルーツスープが親しまれており、夏に収穫し乾燥させたフルーツが、冬にスープに用いられる。冬場は朝食として飲まれるほか、冷製のフルーツスープもある。
一方、中東アジアや中央アジア、そして中国においては温製のフルーツスープが親しまれている。

## ギャラリー

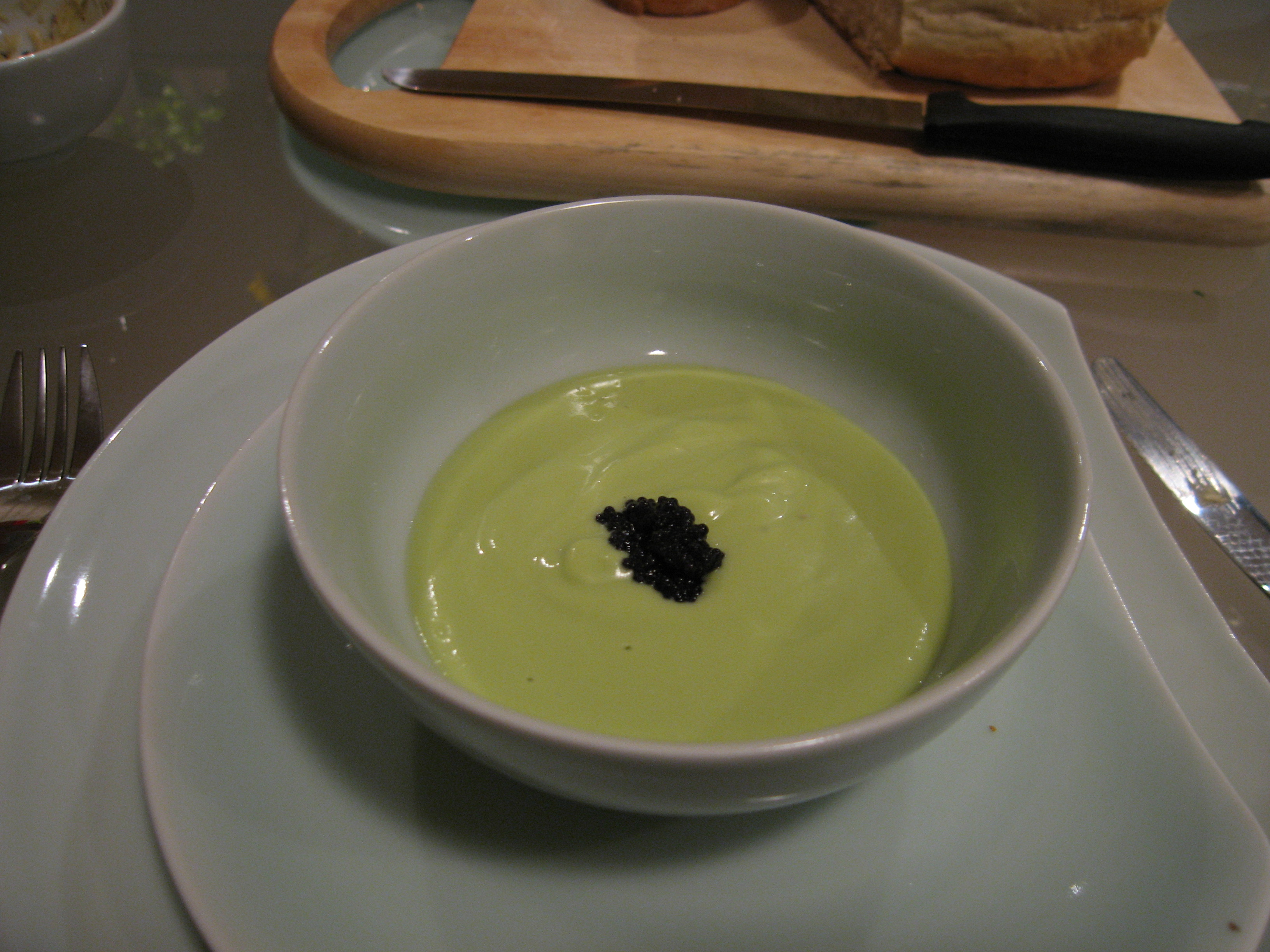
アボカドスープ
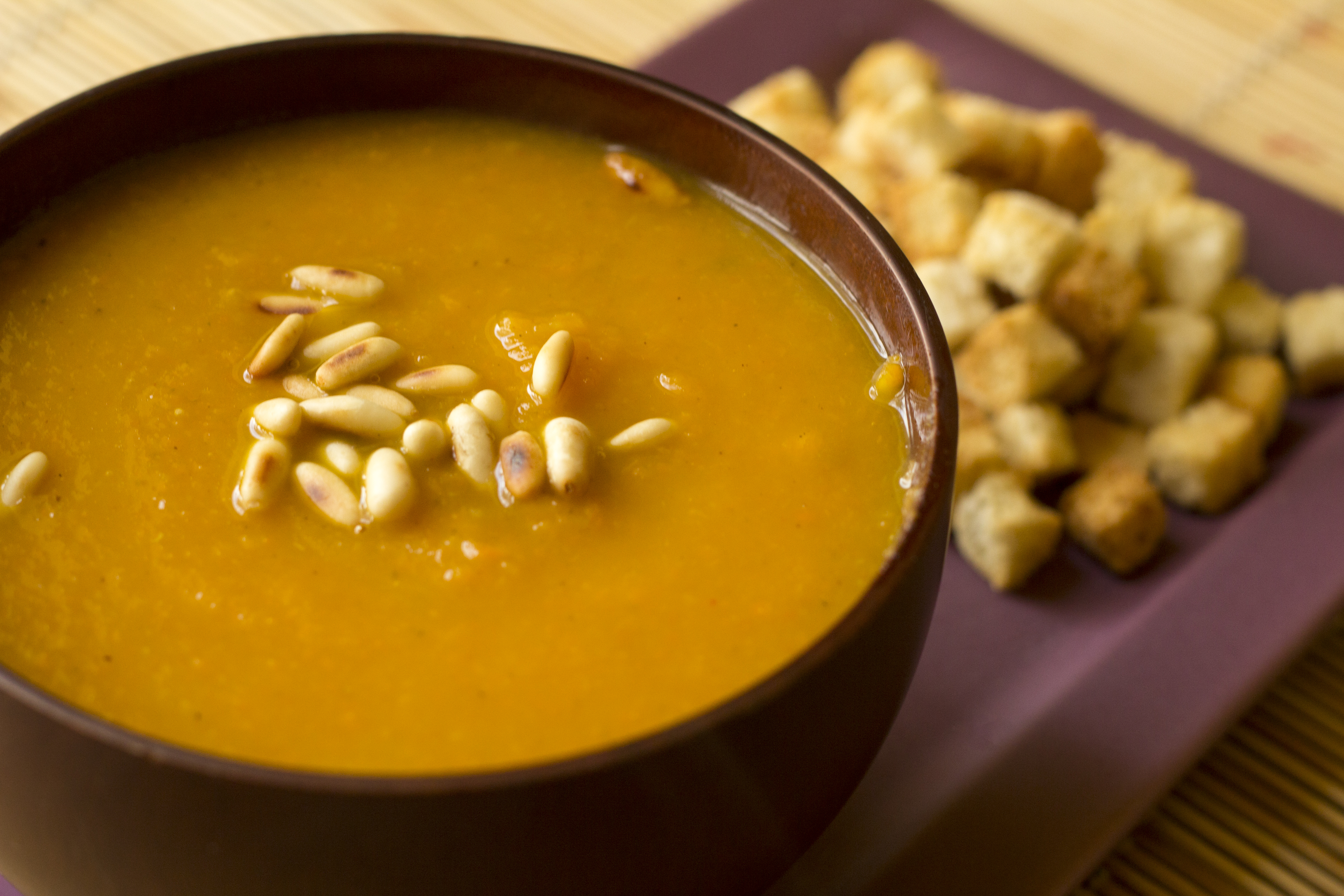
リンゴと人参のスープ。
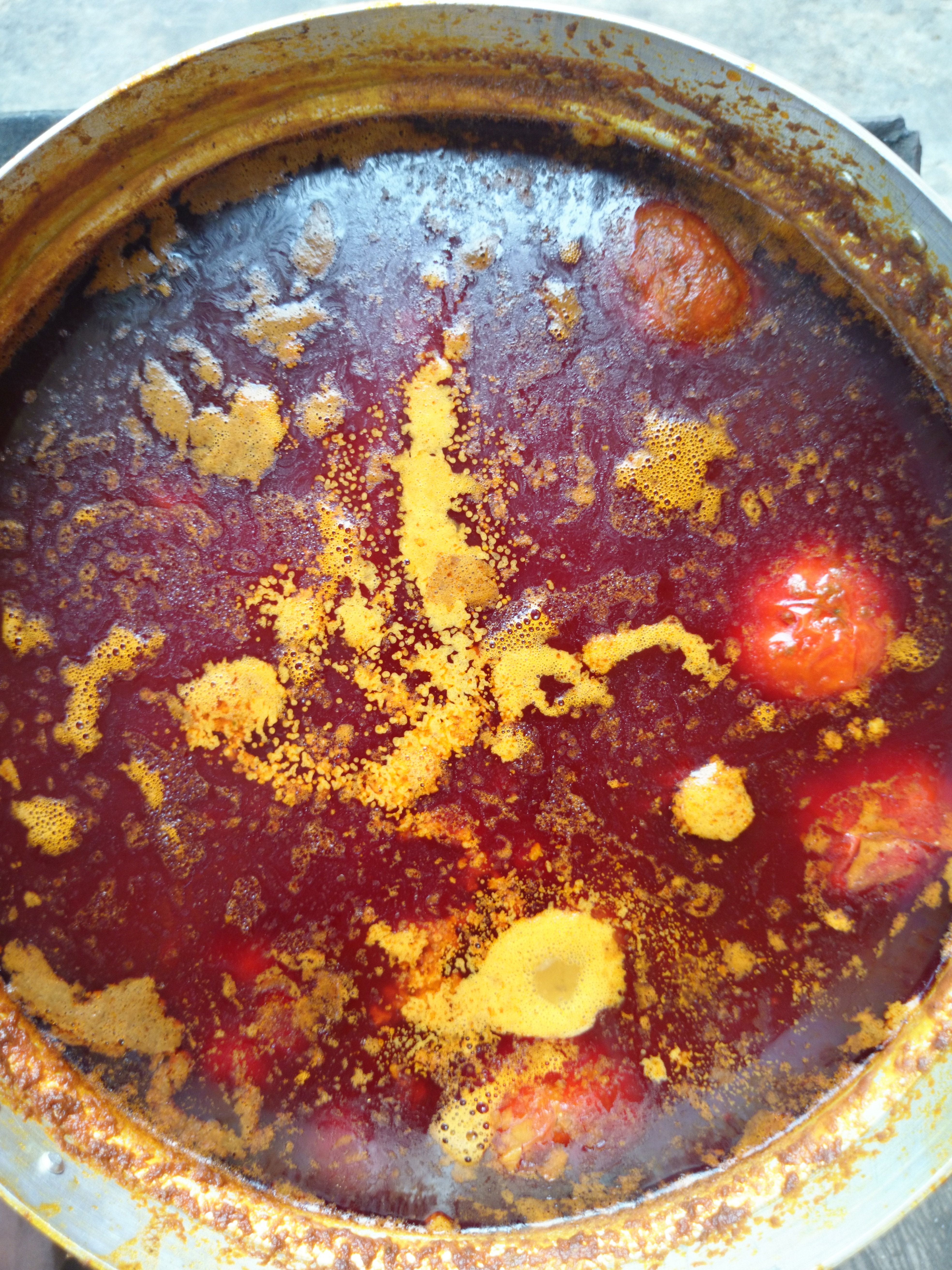
アブラヤシの実のスープ
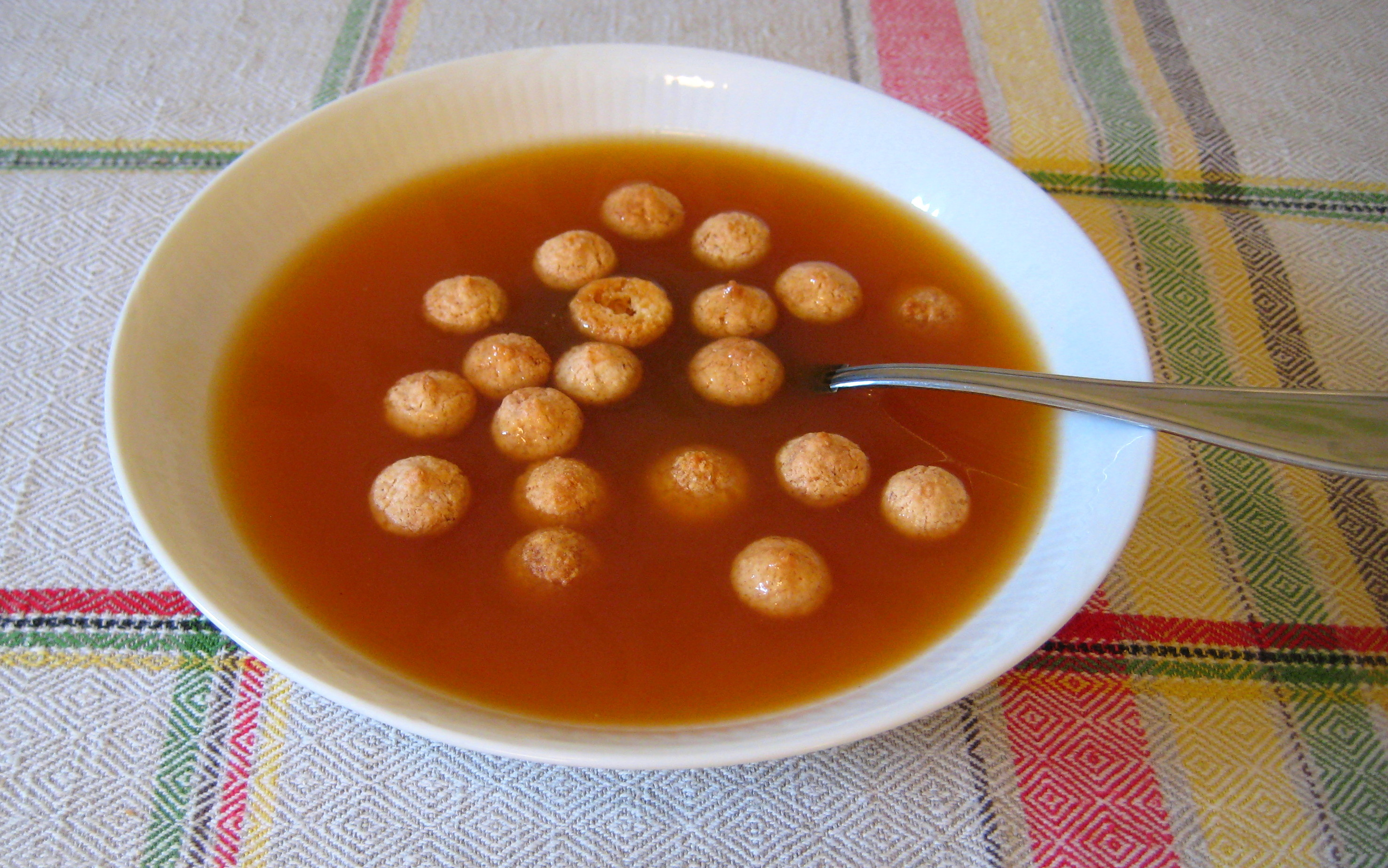
ローズヒップのスープ
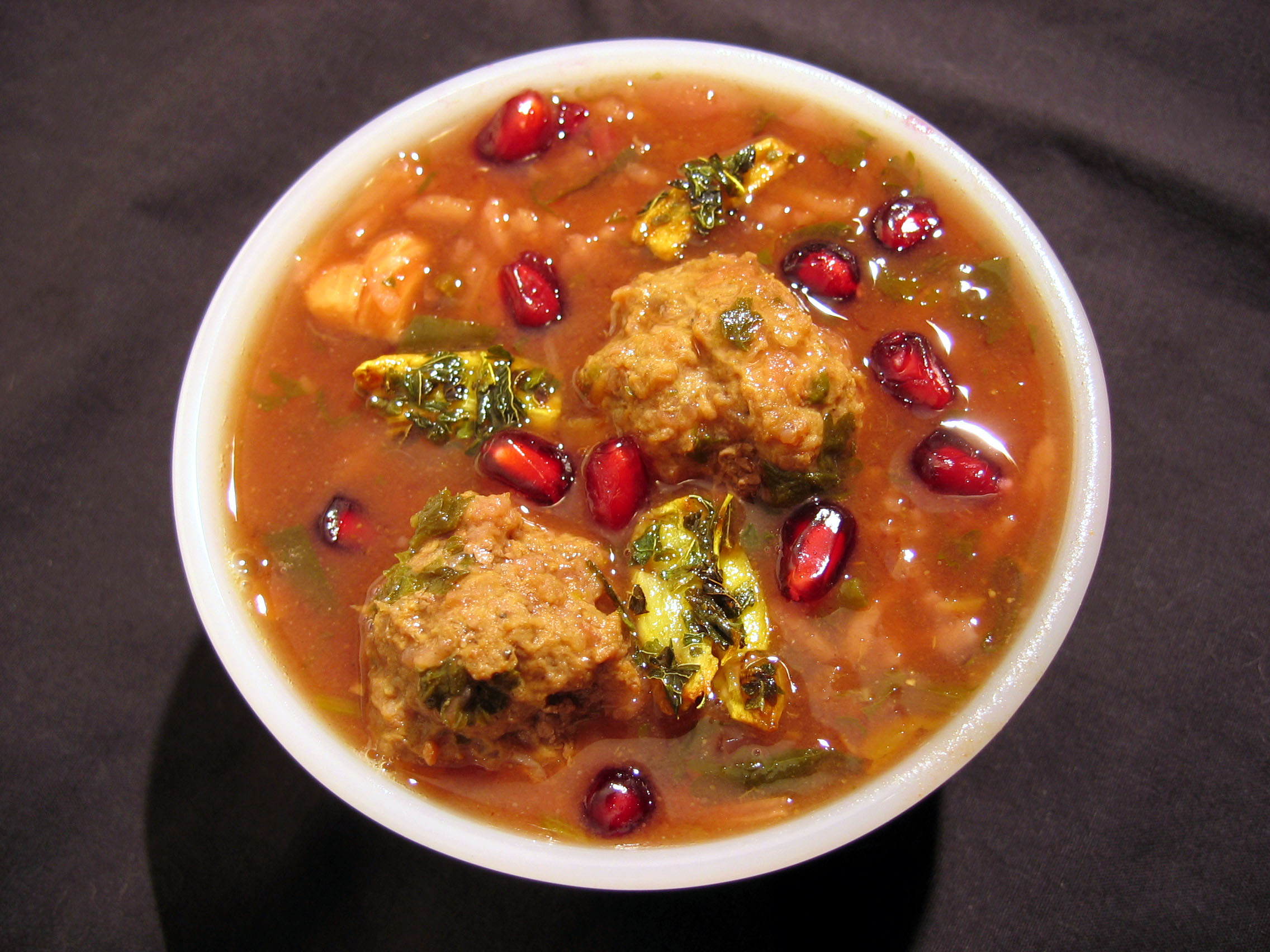
アッシュ・アナール（ザクロのスープ）